# Дюбретон, Жан-Луи
Жан Луи Дюбретон (фр. Jean Louis Dubreton; 18 января 1773 — 27 мая 1855) — французский военный деятель, бригадный (1811) и дивизионный генерал (1812), барон (1815), участник революционных и наполеоновских войн, один из героев Пиренейской войны 1807-1814 годов. Оборона Дюбретоном Бургоса в 1812 году — один из славных боевых эпизодов той эпохи. Перед его доблестью оказались бессильны многочисленные полки англичан и испанцев, возглавляемые лучшим британским полководцем.

## Биография

### Начало военной карьеры
В 1790 году стал солдатом колониального полка и получил чин лейтенанта береговой артиллерии. В 1792 — 1793 годах служил в Северной, а в 1794 — 1800 годах — в Вандейской армиях. За эти года дослужился лишь до чина капитана и не имел особых боевых подвигов.

### В Италии
Был переведен в Итальянскую армию, служил в 11-й легкой полубригаде. В декабре 1800 года участвовал в схватке с австрийцами при переправе через Минчо и был ранен в бок. За храбрость был произведен в чин батальонного командира.

### В Сан-Доминго
Принимал участие в боях во время экспедиции в Санто-Доминго. В марте 1803 года стал командиром 11-го легкого полка. 18 ноября участвовал в отражении атак повстанцев на форт Вертьер и получил ранение в левую руку. Эвакуировавшийся французский экспедиционный корпус по пути был перехвачен британским флотом, и 4 декабря Дюбретон оказался в плену.

### В Великой Армии
В 1804 году вернулся во Францию и был назначен командиром 5-го легкого пехотного полка. В 1806 году служил в Северной, а в 1807 году — в Великой Армии. В это время батальоны полка принимали участие в осаде Штральзунда и несли гарнизонную службу в городах Германии. В 1809 году полк сражался при Ваграме. Позднее это слово появилось на его знамени.

### В Испании
5-й легкий полк был переведен в Испанию. В 1810 году осаждал Лериду и Тортосу, в 1811 году отличился под Таррагоной. Крепости были взяты французами, а Дюбретон 6 августа 1811 года получил чин бригадного генерала. Командовал бригадой в Северной армии (на территории Пиренейского полуострова), а в ноябре стал комендантом провинции Сантадер. Постоянно успешно сражался с герильясами. Сразился с Порлье, Маркезито и Мендисабалем. 7 ноября 1811 года разбил испанцев при Сидиасе.
С 1812 года французы начали терпеть поражения в Испании. После битвы при Саламанке они отступили на север, удерживая лишь несколько крепостей. В сентябре Дюбретон возглавил двухтысячный гарнизон Бургоса. 19 сентября крепость была осаждена войсками Веллингтона и Галисийской армией испанцев. За 11 дней Бургос выдержал несколько бомбардировок. На предложения о сдаче комендант отвечал отказом. Англичане начали минную войну. В начале октября им удалось взорвать часть крепостной стены. Осажденные под вражеским огнем заложили брешь мешками с землей. Полки Веллингтона пошли на штурм, но получили отпор. Так как в Бургосу приближалась армия маршала Сульта, английские войска отступили. За эту победу 23 декабря 1812 года Дюбретон получил чин дивизионного генерала.

### Последние бои
В 1813 году был отозван в Великую Армию и назначен командиром 4-й пехотной дивизии 2-го армейского корпуса. Руководил ею в сражениях при Люцене, Бауцене и Дрездене. В Лейпцигском сражении его полки понесли тяжелые потери. Отличился в  сражении при Ганау 30 октября 1813 года, когда Великая Армия прорывалась через австро-баварские войска, преградившая ей дорогу к Рейну. В конце года тяжело заболел и был оставлен в Вормсе, но в 1814 году уже сражался в Шампани во главе 2-й дивизии 2-го корпуса.
При Первой Реставрации был назначен комендантом Валансьена. 28 марта 1815 года передал город полковнику Марбо, действовавшему от имени вернувшегося императора Наполеона.
Во время Ста дней оставался в резерве и не пострадал от Белого террора во время Второй Реставрации.

### Окончание военной карьеры
Командовал рядом военных округов. В декабре 1815 года стал бароном, а спустя четыре года — пэром Франции. С 1821 года находился в запасе. В 1831 году вышел в отставку.
В 1837 году получил крест великого офицера ордена Почетного Легиона.